# 北駅町
北駅町（ほくえきまち）は、愛知県名古屋市西区の地名。

## 地理
東は浅間町、西は江戸屋町、南は六句町・奉公人町、北は下浅間町に接する。

## 歴史

### 町名の由来
元は中ノ町と称していたが、のちに大伝馬町に改称。1871年（明治4年）に至って名古屋城下町の伝馬町が大伝馬町と小伝馬町に分離したため、同名を避けて北駅町と改めたものであるという。

### 沿革
- 1871年（明治4年） - 大伝馬町を北駅町と改称する[3]。
- 1878年（明治11年）12月28日 - 愛知郡名古屋村の一部（北駅町・浅間南町）により、名古屋区北駅町となる[3]。
- 1889年（明治22年）10月1日 - 名古屋市成立に伴い、同市北駅町となる[3]。
- 1908年（明治41年）4月1日 - 西区成立に伴い、同区北駅町となる[3]。
- 1981年（昭和56年）8月23日 - 新道一丁目および幅下一丁目にそれぞれ編入され消滅[3]。